# Espresso
Espresso je koncentriran napitak od kave koja se pripravlja na način korištenja vodene pare. Takav način pripreme kave pokrenut je u Milanu početkom 20. stoljeća. 
Za razliku od drugih metoda pripreme kave, espresso često sadrži veću koncentraciju otopljenih tvari.
Ova metoda pripreme zahtijeva visoko kipuću vodu pri temperaturi 95°C. Kontakt između vode i kave može trajati od 20 do 30 sekundi. Volumen napitka u šalici je oko 30 kubičnih centimetara. 

## Građa espressa
Vrlo gusta građa uzrokovana je prisutnošću sitnih kapljica ulja i vrlo finih čestica mljevene kave koje je pokupila kipuća voda u procesu pripremanja. Koncentracija ovih tvari je mnogo veća nego kod kave pripremljene drugim metodama, oko 25 % za razliku od 17 % kod filtrirane kave.

## Vanjske poveznice
- Instituto Nazionale Espresso Italiano